# 末吉郵便局
末吉郵便局（すえよしゆうびんきょく）
- 鹿児島県曽於市にある郵便局。本記事にて記述する。
- 東京都八丈町にある郵便局。局番号は01780。

末吉郵便局（すえよしゆうびんきょく）は鹿児島県曽於市にある郵便局。民営化前の分類では集配普通郵便局であった。

## 概要
住所：〒899-8699 鹿児島県曽於市末吉町本町1-7-2
民営化直前の集配業務再編において、多くの集配普通郵便局は統括センターとなったが、当局は配達センターとされたため、民営化後も郵便事業株式会社の支店は併設されず、集配センターが併設された。

## 沿革
- 1880年（明治13年）4月16日 - 末吉二ノ方（すえよしにのかた）郵便局（五等）として開設[1]。
- 1884年（明治17年）2月 - 末吉郵便局に改称。
- 1885年（明治18年）10月1日 - 貯金取扱を開始。
- 1892年（明治25年）1月1日 - 為替取扱を開始。
- 1966年（昭和41年）9月1日 - 特定郵便局から普通郵便局に局種別改定[2]。
- 1970年（昭和45年）7月12日 - 囎唹郡末吉町大字二之方から同町本町に移転。
- 1972年（昭和47年）7月12日 - 電話交換業務を都城電報電話局に移管。
- 1979年（昭和54年）8月29日 - 和文電報配達業務を都城電報電話局に移管。
- 1991年（平成3年）3月17日 - 南之郷郵便局から集配業務を移管。
- 2000年（平成12年）8月14日 - 外国通貨の両替および旅行小切手の売買に関する業務取扱を開始。
- 2007年（平成19年）10月1日 - 民営化に伴い、併設された郵便事業国分支店末吉集配センターに一部業務を移管。
- 2012年（平成24年）10月1日 - 日本郵便株式会社の発足に伴い、郵便事業国分支店末吉集配センターを末吉郵便局に統合。

## 取扱内容
- 郵便、印紙、ゆうパック、内容証明
- 貯金、為替、振替、振込、国際送金、国債、投資信託
- 生命保険、バイク自賠責保険、自動車保険
- 地方公共団体事務（曽於市入場券の販売）
- ゆうちょ銀行ATM
- 「899-86xx」区域（曽於市（旧曽於郡末吉町域。ただし末吉町岩崎の一部を除く））の集配業務

## 周辺
- 曽於市役所
- 曽於市立図書館
- 曽於市立末吉小学校
- 曽於市立末吉中学校
- 国道269号
- 大淀川

## アクセス
- 大隅交通ネットワーク、曽於市思いやりバス 末吉本町停留所下車
- 東九州自動車道 末吉財部ICから南東へ約10km
- 駐車場あり：12台